# Partiție (matematică)

Partiționarea unei mulțimi în șase părți, vizualizată printr-o diagramă Venn (Euler)

În matematică, o partiție a unei mulțimi M este o mulțime de submulțimi nevide ale acesteia, 
- a căror reuniune acoperă mulțimea M
- și care sunt disjuncte două câte două, adică intersecția oricăror două perechi de submulțimi este vidă.

## Exemple
O partiție a mulțimii A={1,2,3,4,5} poate fi B={1,2,3} sau C={4,5} ș.a.m.d
Mulțimea poate fi divizată și în cinci submulțimi de câte un element (singleton) sau două submulțimi cu câte două elemente și o mulțime cu un singur element.
Un număr impar de elemente în mulțimea partiționată lasă un rest la divizarea în submulțimi cu număr par de elemente.
Restul partiționării mulțimii anterioare este cel de la împărțirea cu rest 5:2.

## Numărul partițiilor
Numărul total de partiții al unei mulțimi cu n elemente e dat de numerele Bell Bn. Primele numere Bell sunt 1, 1, 2, 5, 15, 52, 203.
O mulțime cu trei elemente are cinci partiții. O mulțime cu patru elemente are cincisprezece partiții. O mulțime cu cinci elemente ca cea prezentată mai sus are 52 de partiții.